# Arthur König (Politiker, 1876)
Arthur König das Landtagshandbuch schreibt Artur König (* 22. Januar 1876 in Rogätz; † nach 1947) war ein deutscher Politiker und Abgeordneter (SPD, SED).
Arthur König besuchte vier Jahre die Volksschule, sechs Jahre das Gymnasium und danach vier Jahre das Lehrerseminar. 1895 bis 1898 war er Lehrer in Kehnert, 1898 bis 1901 Lehrer in Burg bei Magdeburg (erst an der Knabenvolksschule, dann an der Knaben-Bürgerschule). 1912 bis 1933 war er Schulleiter in Irxleben. In der Zeit des Nationalsozialismus durfte er aus politischen Gründen nicht unterrichten und wurde 1945 wieder Rektor in Rogätz.
Arthur König war zwischen 1919 und 1933 Fraktionsvorsitzender der SPD im Landkreis Wolmirstedt bzw. Mitglied des Kreisausschusses, Kreissparkassenvorstand und Abgeordneter der SPD im Provinziallandtag der preußischen Provinz Sachsen. Nach der Machtergreifung der Nationalsozialisten konnte er seine politische Arbeit nicht fortsetzen und stand unter der Aufsicht der Gestapo.
April bis September 1945 war er ernannter stellvertretender Bürgermeister von Rogätz. Bei den halbfreien Landtagswahlen in der SBZ 1946 wurde er im Wahlbezirk II (Burg, Magdeburg, Schönebeck, Jerichow I, Wolmirstedt, Haldensleben, Wanzleben) in den Landtag Sachsen-Anhalt gewählt. Am 6. Oktober 1947 schied er aus dem Parlament aus.